# Těžká hodina
Těžká hodina je nejvýznamnější sbírka básní od českého básníka Jiřího Wolkera. Vydána byla roku 1922 a jde o typické dílo proletářské poezie. Obsahuje básně se sociální tematikou.

## Autor, směr
Jiří Wolker byl český básník, který se narodil roku 1900 v Prostějově a zemřel na tuberkulózu v témže městě roku 1924 ve věku nedožitých 24 let. Od roku 1919 studoval práva v Praze. V letech 1921–1922 byl členem tzv. Literární skupiny, od roku 1922 až do roku 1923 byl členem Devětsilu. Od roku 1921 působil v KSČ. Jeho životní zkušenosti měly na jeho díla nemalý vliv.
Wolker byl významným představitelem proletářské poezie, literárního směru z 20. let 20. století, zaměřujícího se primárně na dělnickou třídu, její útlak a vykořisťování a nerovnosti ve společnosti. Díla proletářské poezie jsou silně provázána s levicovou ideologií a obdivem k socialismu. Dalšími představiteli tohoto směru byli Stanislav Kostka Neumann, Jaroslav Seifert, Josef Hora či Jindřich Hořejší. Těžká hodina je často považována za nejvýznamnější dílo tohoto směru. Sbírka bývá často srovnávána s Kyticí od Karla Jaromíra Erbena, sociální balady v obou dílech se ale liší pojetím motivu viny a trestu.
Sbírka, vydána roku 1922, patří do české meziválečné poezie, byla ovlivněna koncem války i atmosférou v tehdejším Československu. Inspirovala i autory jako Seifert nebo Hora.

## Kompozice díla, téma, jazyk a styl
Sbírka obsahuje celkem 22 básní, pesimisticky laděných sociálních balad s rychlým dějem. Lyrický subjekt většinou není součástí děje. Autor používá verše nestejné délky, nejčastěji je používán rým nepravidelný sdružený. Vnitřní kompozice je velice barvitá a rozmanitá. Autor pravidelně používá anafory, epifory, metafory či apostrofy. Mezi použité motivy patří např. motiv Boha, utrpení, bídy, hvězd či srdce. Hrdinové, kteří se v básních neopakují, jsou chudí dělníci, kteří se dokáží obětovat pro kolektiv, což je jeden z realistických rysů. Autor se snaží poukázat na nespravedlnost a nerovnost ve společnosti a vyzývá dělníky k revoluci.

### Seznam básní
- Těžká hodina – První báseň ve sbírce.
- Balada o nenarozeném dítěti
  - Milenci nemohou mít z finančních důvodů dítě.
- Slepí muzikanti
- Čepobití
- Tvář za sklem
- Kázání na hoře
  - To, jak se budeme chovat v našem životě, se ukáže v našem posmrtném životě, jak káže řečník.
- Oči
- Jaro
- Báseň milostná
- Balada o snu
  - Hlavní hrdinové Jan a Marie jsou představitelé dělnictva. Jan chce uskutečnit svůj sen o lepší společnosti, což podle něj půjde pouze revoluční cestou
- Sloky
- Pohřeb
- Muž
- Fotografie
- Dům v noci
- Setkání
- Mirogoj
- Nevěrná
- Odjezd
- Milenci
- Balada o očích topičových
  - Antonín je topič v elektrárně, po letech oslepne a zemře, ale žije dál ve své práci.
- Moře